# Club Sportivo Miramar Misiones
O Club Sportivo Miramar Misiones é um clube de futebol uruguaio com sede na cidade de Montevidéu. Disputa a primeira divisão do Campeonato Uruguaio.

## História
O clube é resultado da fusão de dois outros clubes: Misiones Football Club (fundado em 26 de março de 1906) e Sportivo Miramar (fundado em 17 de outubro de 1915). A fusão ocorreu em  25 de junho de 1980 e ficou determinado que o antigo uniforme do Miramar seria o oficial e o antigo uniforme do Misiones o alternativo. Os títulos de ambos os clubes foram unificados passando todos a serem contabilizados para o Miramar Misiones.
Em 2006 o Miramar Misiones celebrou seu centenário, tomando em conta a data de fundação do Misiones, que foi fundado em 1906.
As alcunhas do clube são:
- Cebritas que em português significa Zebras - Apelido dado pelo fato da camisa ser listrada em preto e branco similar as zebras.
- Monitos que em português significa Macaquinhos - Apelido dado pelo fato do clube ficar perto do Zoológico de Villa Dolores.

## Títulos

### Nacionais
- Campeonato Uruguaio - 2ª Divisão: 5 (1917, 1935, 1942, 1953, 1986, 2023)
- Campeonato Uruguaio - 3ª Divisão: 5 (1917, 1937, 1971, 1974, 2021)
- Campeonato Uruguaio - 4ª Divisão: 1 (1953)